# Kazumi Matsuo
Kazumi Matsuo (jap. 松尾 和美, Matsuo Kazumi; * 18. April 1974 in Kōbe) ist eine ehemalige japanische Marathonläuferin, die in Deutschland durch ihren überraschenden Sieg beim Berlin-Marathon 2000 bekannt ist.
1999 gewann sie den Hokkaidō-Marathon in 2:32:14, 2000 den Berlin-Marathon in 2:26:15, und im Jahr darauf wurde sie durch ihren Sieg beim Nagoya-Marathon mit ihrer persönlichen Bestzeit von 2:26:01 japanische Marathonmeisterin. Beim Marathon der Leichtathletik-Weltmeisterschaften 2001 in Edmonton belegte sie dann den neunten Platz in 2:29:57.
2002 heiratete sie und zog sich aus dem Sport zurück.